# Richard Krajicek
Richard Peter Stanislav Krajicek (ur. 6 grudnia 1971 w Rotterdamie) – holenderski tenisista czeskiego pochodzenia, zwycięzca Wimbledonu 1996 w grze pojedynczej, reprezentant w Pucharze Davisa.

## Życie prywatne
W 1999 roku poślubił Daphne Deckers, holenderską modelkę i aktorkę, która wystąpiła w jednym z filmów o Jamesie Bondzie (Jutro nie umiera nigdy). Mają dwoje dzieci.
Młodsza przyrodnia siostra Krajicka, Michaëlla, była czołową juniorką na świecie (w tym liderką rankingu juniorek), a w czerwcu 2005 roku po raz pierwszy znalazła się w pierwszej setce rankingu WTA Tour (seniorek).
Jest synem czeskich imigrantów. Został odznaczony m.in. Orderem Lwa Niderlandzkiego.

## Kariera tenisowa
Występował w gronie tenisistów zawodowych w latach 1989−2003.
W styczniu 1992 roku po raz pierwszy osiągnął w Wielkim Szlemie rundę półfinałową, podczas Australian Open pokonał m.in. Michaela Sticha i Michaela Changa, ale mecz półfinałowy oddał walkowerem późniejszemu zwycięzcy Jimowi Courierowi. Jesienią wygrał turniej w Antwerpii, dzięki czemu zakwalifikował się do turnieju ATP World Tour World Championships (odpadł po rundzie grupowej, pokonując Changa i przegrywając z Courierem i Ivaniševiciem). Dzięki wynikom uzyskanym w zawodach wielkoszlemowych wystąpił także w Pucharze Wielkiego Szlema. Sezon 1992 zakończył w czołowej dziesiątce rankingu światowego.
Ze względu na styl gry (potężny serwis, częste ataki przy siatce) uchodził za jednego z faworytów Wimbledonu, a tytuł w tej imprezie wywalczył w 1996 roku. Krajicek jako jedyny w latach 1993−2000 zdołał pokonać na tym turnieju Pete’a Samprasa. Holender wyeliminował Samprasa w ćwierćfinale, następnie Jasona Stoltenberga w półfinale oraz MaliVaia Washingtona w finale. Dzięki temu sukcesowi Krajicek zakończył rok na pozycji nr 7. na świecie oraz ponownie wystąpił w wieńczącym sezon turnieju ATP World Tour World Championships, tym razem docierając do półfinału, w którym przegrał z Borisem Beckerem.
Do innych jego ważnych osiągnięć należą wygrane w turniejach w Stuttgarcie (hala, 1995 i 1998) oraz Key Biscane (1999), finały w hali w Stuttgarcie (1993, 1997, 1999) i w Canadian Open (1998). Wygrał łącznie 17 turniejów w grze pojedynczej oraz 3 w grze podwójnej. Najwyższą pozycję w karierze zajmował w marcu 1999 (nr 4), w lipcu 1993 był 45. w klasyfikacji deblistów.
Półfinały wielkoszlemowe osiągnął jeszcze na French Open w 1993 i na Wimbledonie w 1998 (przegrał z Ivaniševiciem 3:6, 4:6, 7:5, 7:6, 13:15).
Reprezentował Holandię w Pucharze Davisa.

### Finały w turniejach ATP World Tour
| Legenda                                      |
| -------------------------------------------- |
| Wielki Szlem                                 |
| Igrzyska olimpijskie                         |
| Tennis Masters Cup / ATP Finals              |
| ATP Masters Series / ATP Tour Masters 1000   |
| ATP International Series Gold / ATP Tour 500 |
| ATP International Series / ATP Tour 250      |

#### Gra pojedyncza (17–9)
| Końcowy wynik | Nr  | Data                 | Turniej           | Nawierzchnia    | Przeciwnik            | Wynik finału                  |
| ------------- | --- | -------------------- | ----------------- | --------------- | --------------------- | ----------------------------- |
| Zwycięzca     | 1.  | 7 kwietnia 1991      | Hongkong          | Twarda          | Wally Masur           | 6:2, 3:6, 6:3                 |
| Finalista     | 1.  | 12 kwietnia 1992     | Tokio             | Twarda          | Jim Courier           | 4:6, 4:6, 6:7(3)              |
| Zwycięzca     | 2.  | 9 sierpnia 1992      | Los Angeles       | Twarda          | Mark Woodforde        | 6:4, 2:6, 6:4                 |
| Zwycięzca     | 3.  | 15 listopada 1992    | Antwerpia         | Dywanowa (hala) | Mark Woodforde        | 6:2, 6:2                      |
| Finalista     | 2.  | 21 lutego 1993       | Stuttgart         | Dywanowa (hala) | Michael Stich         | 6:4, 5:7, 6:7(4), 6:3, 5:7    |
| Zwycięzca     | 4.  | 8 sierpnia 1993      | Los Angeles       | Twarda          | Michael Chang         | 0:6, 7:6(3), 7:6(5)           |
| Zwycięzca     | 5.  | 10 kwietnia 1994     | Barcelona         | Ceglana         | Carlos Costa          | 6:4, 7:6(6), 6:2              |
| Zwycięzca     | 6.  | 12 czerwca 1994      | Rosmalen          | Trawiasta       | Karsten Braasch       | 6:3, 6:4                      |
| Zwycięzca     | 7.  | 9 października 1994  | Sydney            | Twarda (hala)   | Boris Becker          | 7:6(5), 7:6(7), 2:6, 6:3      |
| Zwycięzca     | 8.  | 26 lutego 1995       | Stuttgart         | Dywanowa (hala) | Michael Stich         | 7:6(4), 6:3, 6:7(6), 1:6, 6:3 |
| Zwycięzca     | 9.  | 5 marca 1995         | Rotterdam         | Dywanowa (hala) | Paul Haarhuis         | 7:6(5), 6:4                   |
| Finalista     | 3.  | 20 sierpnia 1995     | New Haven         | Twarda          | Andre Agassi          | 6:3, 6:7(2), 3:6              |
| Finalista     | 4.  | 19 maja 1996         | Rzym              | Ceglana         | Thomas Muster         | 2:6, 4:6, 6:3, 3:6            |
| Zwycięzca     | 10. | 7 lipca 1996         | Wimbledon, Londyn | Trawiasta       | MaliVai Washington    | 6:3, 6:4, 6:3                 |
| Finalista     | 5.  | 4 sierpnia 1996      | Los Angeles       | Twarda          | Michael Chang         | 4:6, 3:6                      |
| Zwycięzca     | 11. | 9 marca 1997         | Rotterdam         | Dywanowa (hala) | Daniel Vacek          | 7:6(4), 7:6(5)                |
| Zwycięzca     | 12. | 20 kwietnia 1997     | Tokio             | Twarda          | Lionel Roux           | 6:2, 3:6, 6:1                 |
| Zwycięzca     | 13. | 22 czerwca 1997      | Rosmalen          | Trawiasta       | Guillaume Raoux       | 6:4, 7:6(7)                   |
| Finalista     | 6.  | 26 października 1997 | Stuttgart         | Dywanowa (hala) | Petr Korda            | 6:7(6), 2:6, 4:6              |
| Zwycięzca     | 14. | 15 lutego 1998       | Petersburg        | Dywanowa (hala) | Marc Rosset           | 6:4, 7:6(5)                   |
| Finalista     | 7.  | 9 sierpnia 1998      | Toronto           | Twarda          | Patrick Rafter        | 6:7(3), 4:6                   |
| Zwycięzca     | 15. | 1 listopada 1998     | Stuttgart         | Twarda (hala)   | Jewgienij Kafielnikow | 6:4, 6:3, 6:3                 |
| Zwycięzca     | 16. | 28 lutego 1999       | Londyn            | Dywanowa (hala) | Greg Rusedski         | 7:6(6), 6:7(5), 7:5           |
| Zwycięzca     | 17. | 28 marca 1999        | Miami             | Twarda          | Sébastien Grosjean    | 4:6, 6:1, 6:2, 7:5            |
| Finalista     | 8.  | 31 października 1999 | Stuttgart         | Twarda (hala)   | Thomas Enqvist        | 1:6, 4:6, 7:5, 5:7            |
| Finalista     | 9.  | 18 czerwca 2000      | Halle             | Trawiasta       | David Prinosil        | 3:6, 2:6                      |

#### Gra podwójna (3–3)
| Końcowy wynik | Nr | Data                | Turniej   | Nawierzchnia | Partner       | Przeciwnicy                          | Wynik finału  |
| ------------- | -- | ------------------- | --------- | ------------ | ------------- | ------------------------------------ | ------------- |
| Finalista     | 1. | 7 października 1990 | Ateny     | Ceglana      | Tom Kempers   | Sergio Casal Javier Sánchez          | 4:6, 3:6      |
| Finalista     | 2. | 16 czerwca 1991     | Rosmalen  | Trawiasta    | Jan Siemerink | Hendrik Jan Davids Paul Haarhuis     | 3:6, 6:7      |
| Zwycięzca     | 1. | 28 lipca 1991       | Hilversum | Ceglana      | Jan Siemerink | Francisco Clavet Magnus Gustafsson   | 7:5, 6:4      |
| Zwycięzca     | 2. | 21 marca 1993       | Miami     | Twarda       | Jan Siemerink | Patrick McEnroe Jonathan Stark       | 6:7, 6:4, 7:6 |
| Finalista     | 3. | 4 kwietnia 1994     | Estoril   | Ceglana      | Menno Oosting | Cristian Brandi Federico Mordegan    | walkower      |
| Zwycięzca     | 3. | 18 czerwca 1995     | Rosmalen  | Trawiasta    | Jan Siemerink | Hendrik Jan Davids Andriej Olchowski | 7:5, 6:3      |